# Maquis la Tourette

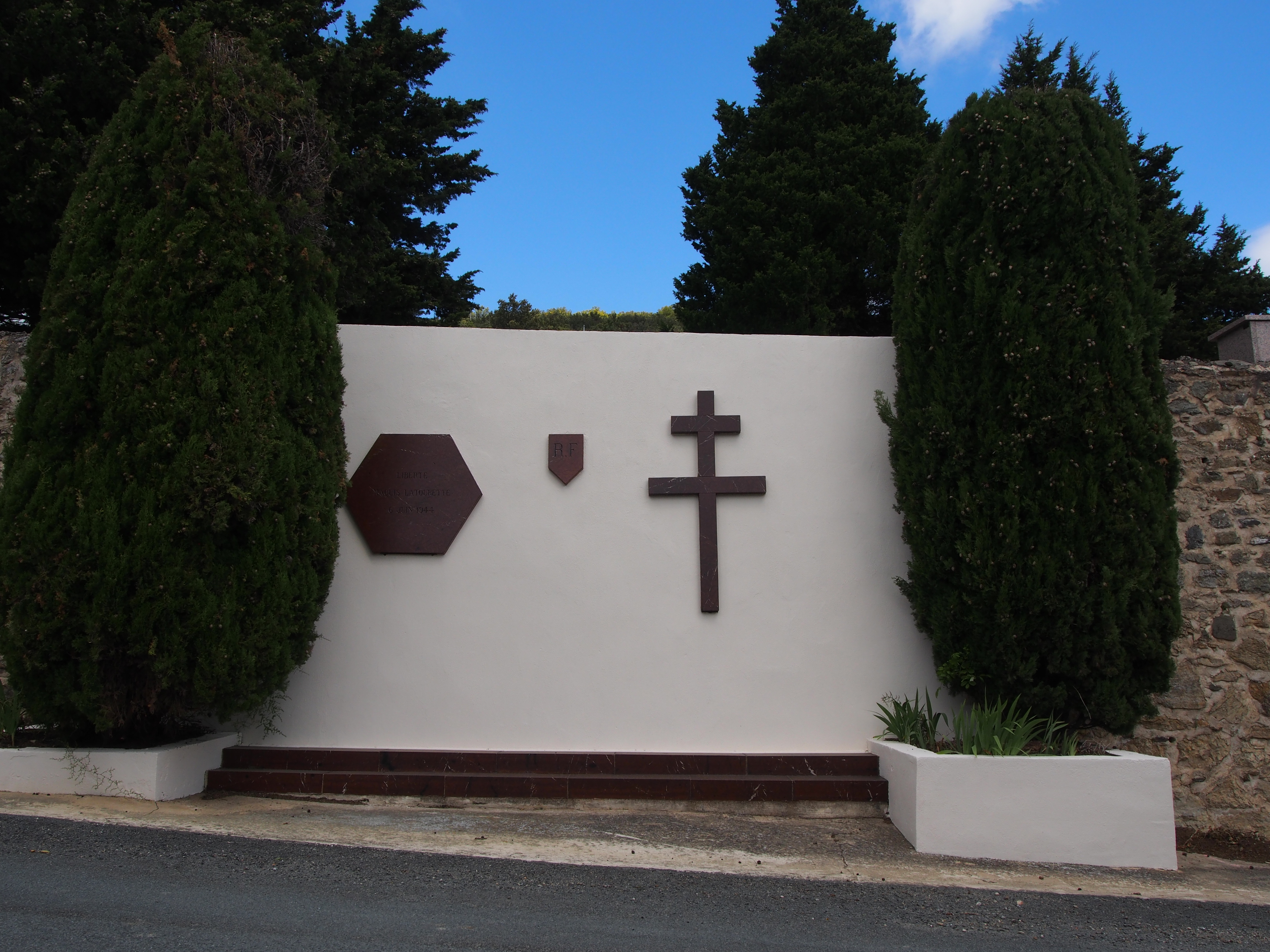
Monument du Maquis la Tourette à Ferrières-Poussarou

Le maquis La Tourette est un réseau de résistants contre l'occupation allemande créé par Jean Bène. Implanté sur les Hauts cantons de l'Hérault sur la commune de Ferrières-Poussarou et qui agissait jusqu'à Béziers.
Il doit son nom à son chef et organisateur Jean Girvès qui avait pris comme nom de guerre « Latourette ».
Son lieu d'implantation se situait dans l'Hérault, dans une zone montagneuse au nord-ouest de Béziers entre Saint-Pons-de-Thomières, Saint Chinian et le massif du Saumail.
Il fait partie des maquis de l'Armée secrète prévus pour être activés le jour du débarquement en Normandie afin de perturber les lignes de communication allemandes et de retarder l'arrivée des divisions de panzers sur la zone des combats.
Il a été actif du 6 juin 1944, jour du débarquement de Normandie, au 28 août 1944 où il gagne Béziers et forme début octobre 1944 avec un autre maquis le 2e bataillon de l'Hérault.
Le jour de son rassemblement eut lieu la tragédie de Fontjun. Il change plusieurs fois de lieu afin d'échapper aux poursuites allemandes et est successivement à la Fraise, commune de Ferrières-Poussarou lors de sa constitution, à Euzède, à Lestalabar, commune de Rouvials et aux Syères, commune de Fraisse-sur-Agout. Son effectif passe rapidement d'une trentaine d'hommes à plus de 150.

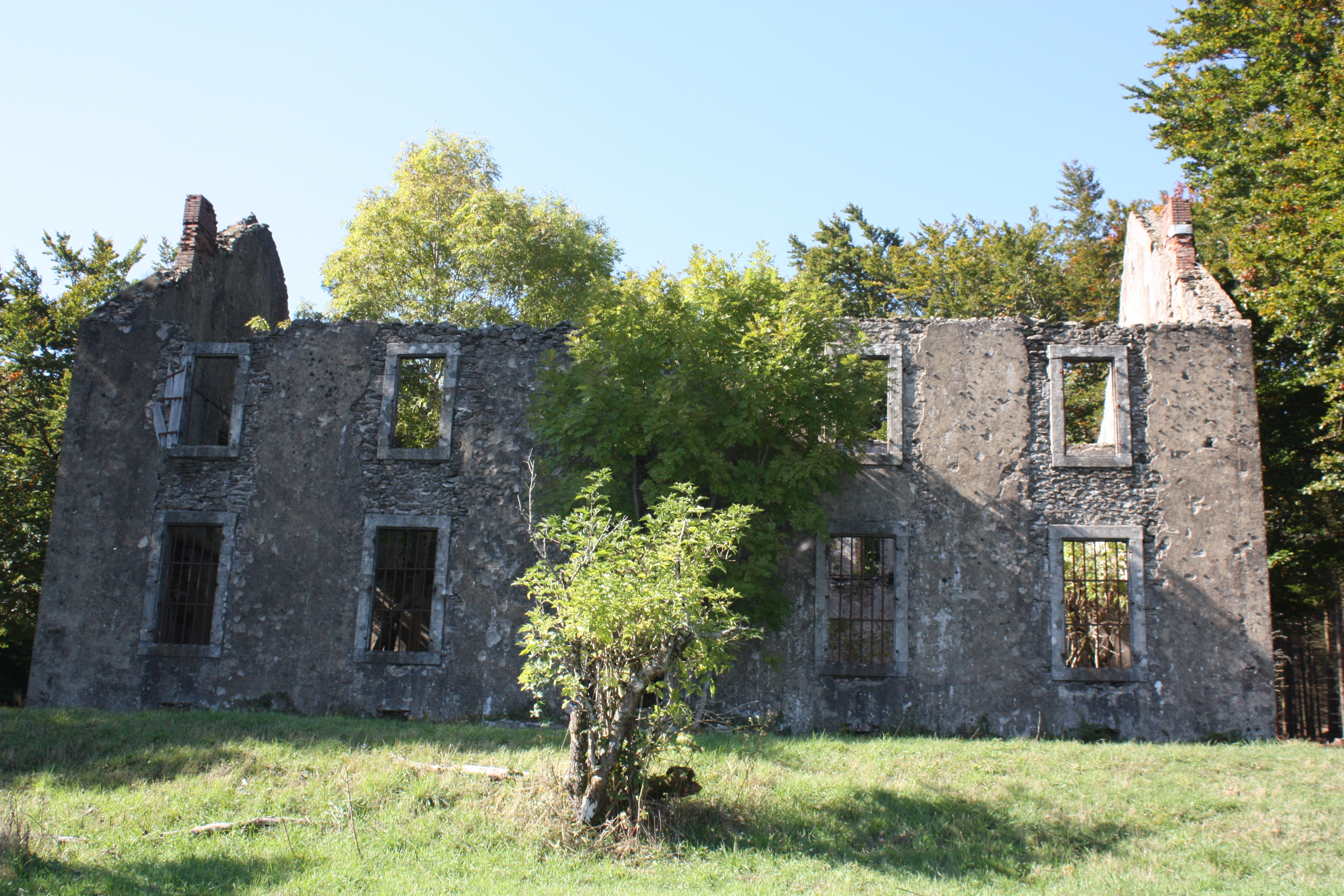
Ruines des Syères, PC du maquis Latourette à Fraisse-sur-Agout

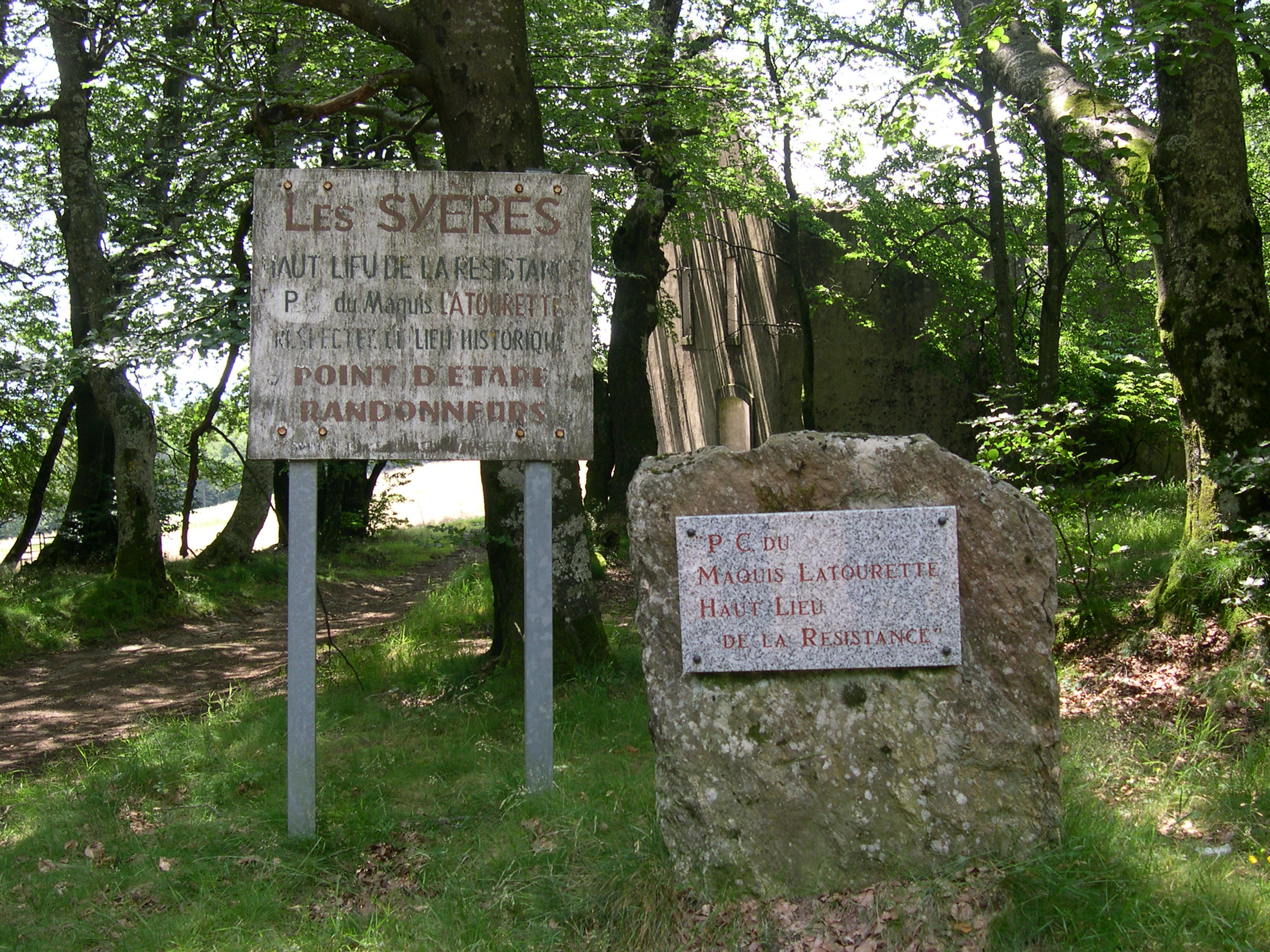
Plaque commémorative aux Syères

Au début, en plus des opérations de sabotage, il assure la couverture des parachutages d'armes et de personnel venant d'Angleterre. Il est rejoint le 18 août 1944 par la quasi-totalité des gendarmes de l'arrondissement de Béziers - Saint Pons avec leurs officiers. Il participe aux opérations de harcèlement des colonnes allemandes en retraite et notamment les 21 et 22 août 1944 aux combats de Saint Pons.
À la fin de la guerre, il compte 23 morts et fusillés à Fontjun, 4 morts aux combats, 8 fusillés et 35 disparus.

## Composition du maquis
- Jean Girves, alias « Latourette » lieutenant d'active, saint-cyrien, démobilisé après le débarquement allié en Afrique du nord, en assure le commandement militaire.
- Robert Pitman, alias « Robby »,aspirant d'active, adjoint à Latourette.
- Jean Viste, alias « Jean », agent de liaison avec le DMR 3 (Sultan).